# نلی
شمسی اشتری (زادهٔ مرداد ۱۳۳۲) که با نام هنری نـِلی شناخته می‌شود، خوانندهٔ سابق ایرانی ساکن لندن است.

## زندگی‌نامه
نلی در سال‌های آخر تحصیل در دبیرستان، توسط پرویز غیاثیان کشف و به فریدون فرخزاد معرفی شد و در اواخر تابستان ۱۳۴۸، فعالیت حرفه‌ای خود را در رادیو آغاز کرد و در زمستان همان سال با اجرای ترانه‌های جدیدش در شوی میخک نقره‌ای، در تلویزیون نیز ظاهر شد.
در سال‌های ۱۳۴۹ - ۱۳۵۰ با شرکت در برنامه جوانان رادیو و واریتهٔ شش و هشت به رهبری ارکستر پرویز مقصدی، نام و آوازهٔ نلی بیش از پیش بر سر زبان‌ها افتاد.
نلی در طی فعالیت هنری خود (۱۳۴۸ - ۱۳۵۷)، ترانه‌های بسیاری اجرا کرد که اکثر آن‌ها با استقبال و موفقیت روبرو بود.
همراهی نلی با سلیمان واثقی (سلی) در چند ترانه مورد توجه مردم قرار گرفت به طوری‌که از آن زمان به بعد معمولاً نام زوج «سلی و نلی» به صورت یکجا به کار می‌رفت. تفاوت زیاد جثه ریز نقش نلی در برابر مردی درشت اندام چون سلیمان واثقی ترکیب جالب توجهی به وجود می‌آورد که احتمالاً همین فاکتور یکی از عوامل محبوبیت این زوج بود.
پس از وقوع انقلاب ۱۳۵۷، نلی به لندن مهاجرت کرد و از آن زمان به‌دلایلی چون رفت و آمد به ایران، در انظار عمومی ظاهر نشده و از سرنوشت وی تا به امروز، هیچ اطلاعاتی در دسترس نیست.

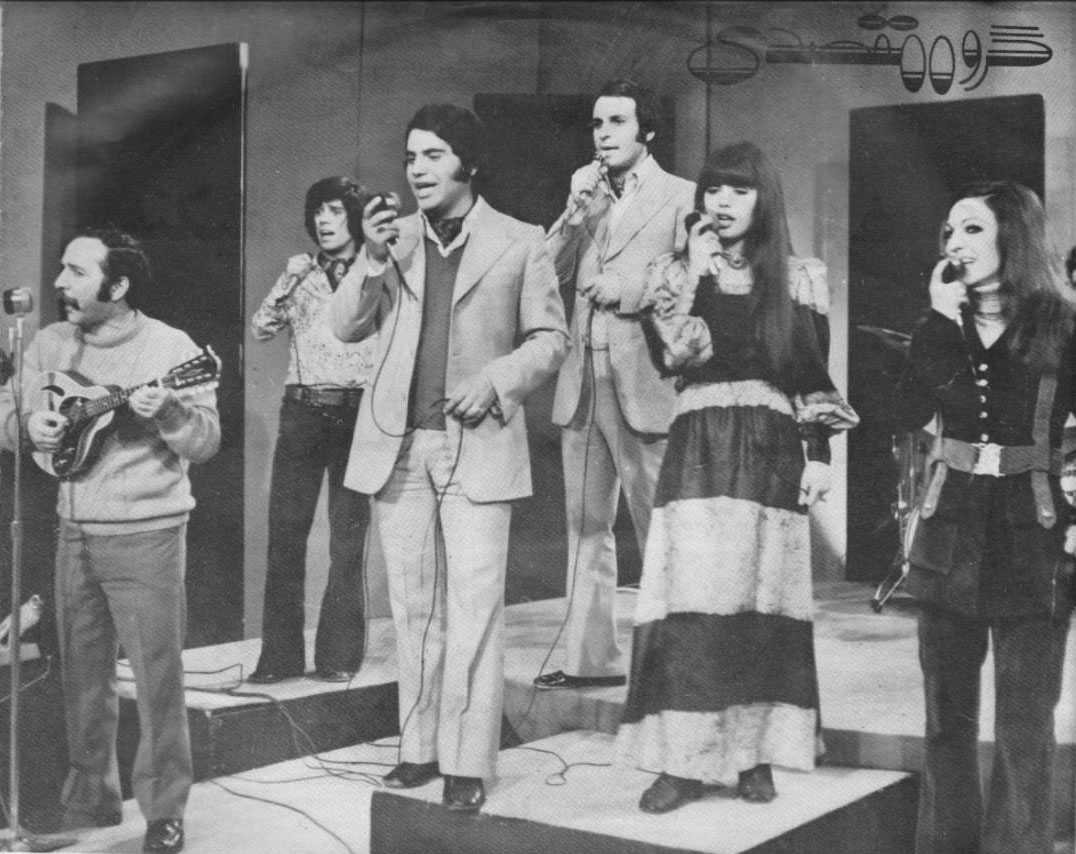
گروه موسیقی پرویز مقصدی - از راست: آلیس الوندی، نلی، کیوان، ماسیس، داریوش، اونیک

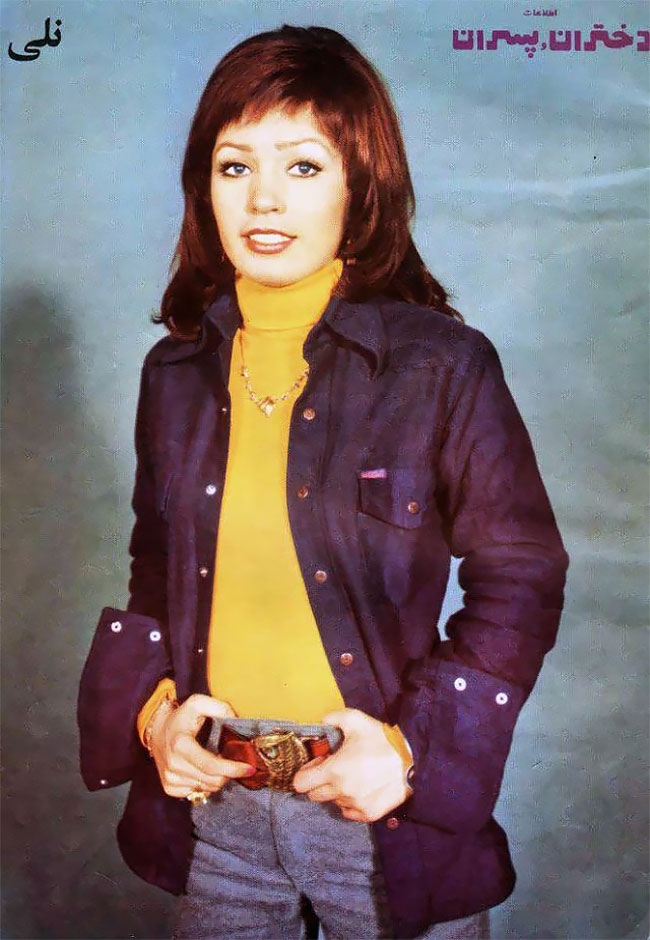
تصویر نلی در مجلهٔ دختران و پسران

## ترانه‌شناسی
| نام ترانه                            | ترانه‌سرا        | آهنگ‌ساز                        | تنظیم‌کننده             | اجرا               | توضیحات‌‌‌‌‌‌‌‌‌ |
| ------------------------------------ | --------------- | ------------------------------ | ---------------------- | ------------------ | --- |
| پرنده زرین‌پر                         | نیاز کرمانی     | کارلو روستیکلی                 | محمد سریر              | اواخر تابستان ۱۳۴۸ | انتشار: ۱۳۴۹؛ اولین ترانه پخش شده با صدای "نلی" در برنامه "شما و رادیو" با دو اجرای متفاوت.                                                 |
| سرنوشت یک عشق                        | ایرج جنتی عطایی | محمد سریر                      | محمد سریر              | ۱۳۴۸               | انتشار: ۱۳۴۹؛ این اثر پس از انقلاب توسط استاد "محمد نوری" بازخوانی شد.                                                                      |
| قصه دریاچه و مهتاب                   | ایرج جنتی عطایی | حسین اصلانی                    | حسین اصلانی            | ۱۳۴۸               | |
| موج امید (غنچه‌های شادی)              | پرویز وکیلی     | پرویز مقصدی                    | پرویز مقصدی            | ۱۳۴۹               | |
| لحظهٔ دیدار (ای مهربان)               | معینی کرمانشاهی | جواد لشکری                     |                        | ۱۳۴۹               | |
| دنیای عشق من                         | ایرج جنتی عطایی | مسعود لقاء                     | مسعود لقاء             | ۱۳۴۹               | |
| بی تو                                | حسین اصلانی     | حسین اصلانی                    | حسین اصلانی            | ۱۳۴۹               | |
| پیشواز (نوروز)                       | پرویز وکیلی     | پرویز مقصدی                    | پرویز مقصدی            | ۱۳۵۰               | |
| در آسمان رویا                        |                 |                                |                        | ۱۳۵۰               | هم‌آوایی "نلی و ناصر صبوری". |
| دلم به من دروغ میگه                  | اردلان سرفراز   | پرویز غیاثیان                  | پرویز غیاثیان          | ۱۳۵۰               | |
| باید با تو بمانم                     | وحید ادیبی      | محمد سریر                      | محمد سریر              | ۱۳۵۰               | این اثر پس از انقلاب، توسط استاد "محمد نوری" بازخوانی شد.                                                                                   |
| سایه‌ها                               | کریم محمودی     | پرویز مقصدی                    | پرویز مقصدی            | پاییز ۱۳۵۰         | انتشار: بهار ۱۳۵۱؛ ترانه‌ای با دو اجرای متفاوت، اجرای دوم همخوانی با "پرویز مقصودی".                                                         |
| کی بهت یاد داده گولم بزنی            | ایرج جنتی عطائی | پرویز اتابکی                   |                        | زمستان ۱۳۵۰        | انتشار: بهار ۱۳۵۱. |
| ای وای                               | مسعود هوشمند    | ترکی استانبولی                 |                        | ۱۳۵۰ - ۱۳۵۱        | |
| قصه قلب دو رنگ                       | آرش سزاوار      | رضا جهان‌شمس                    | رضا جهان‌شمس            | نوروز ۱۳۵۱         | |
| وقتی می‌خوام پیدات کنم                | ایرج جنتی عطائی | پرویز اتابکی                   |                        | نوروز ۱۳۵۱         | |
| 別れの朝 ふたりは (صبح روز جدایی ما) | ری ناکانیشی     | اودو یورگنس                    |                        | ۱۳۵۱ ۱۹۷۲          | این ترانه باز خوانی شده توسط "نلی" میباشد.                                                                                                  |
| چی میشه                              | مسعود هوشمند    | حسین واثقی                     |                        | ۱۳۵۱               | از فیلم "اتل متل توتوله" |
| حساب کتاب نداره                      | مسعود هوشمند    | حسین واثقی                     |                        | ۱۳۵۱               | از فیلم "اتل متل توتوله" |
| نمیخوام                              | مسعود هوشمد     | حسین واثقی                     |                        | ۱۳۵۱               | از فیلم "یک میلیونر و دو مفلس" |
| نمیری الهی                           | مسعود هوشمند    | حسین واثقی                     |                        | ۱۳۵۱               | از فیلم "یک میلیونر و دو مفلس" |
| نون بیار، کباب ببر                   | مسعود هوشمند    | حسین واثقی                     |                        | ۱۳۵۱               | از فیلم "مرد" |
| هفت سین                              | جعفر پورهاشمی   | جعفر پورهاشمی                  |                        | ۱۳۵۱               | از فیلم "نواب" |
| شِکر شِکر                              | جعفر پورهاشمی   | جعفر پورهاشمی                  |                        | ۱۳۵۱               | از فیلم "نواب" |
| گرفتار                               |                 |                                |                        |                    | این اثر احتمالا از سری ترانه‌های اجرا شده در فیلم می‌باش.                                                                                     |
| رهگذر                                |                 |                                |                        | ۱۳۵۰ - ۱۳۵۱        | |
| آهوی فراری                           |                 | زاون اوهانیان                  | آندرانیک آساطوریان     | ۱۳۵۲               | |
| بوسه                                 | آرش سزاوار (؟)  | پرویز اتابکی (؟)               | اریک آرکانت (؟)        | ۱۳۵۲               | |
| همرنگ پاییز                          |                 | رضا ماهروزاده                  |                        | ۱۳۵۲               | |
| چرا دیگر نگریم                       |                 |                                |                        | ۱۳۵۲               | |
| عروسک شکسته                          | ایرج جنتی عطایی | پرویز اتابکی                   | واروژان                | زمستان ۱۳۵۲        | ترانه‌ای با دو اجرای متفاوت؛ این اثر به گفته خود "نلی" بهترین کار اوست، همچنین این ترانه با اندکی تفاوت در شعر، توسط "سُلی" نیز اجرا شده است. |
| مرا باور کن                          | آذر صراف‌پور     | بهمن پیک‌آزادی                  | آندرانیک آساطوریان     | ۱۳۵۳ - ۱۳۵۲        | |
| پرواز (باغ گل)                       | آذر صراف‌پور     | بهمن پیک‌آزادی                  | ارکستر پاک رادیو ایران | ۱۳۵۳               | |
| قلب خورشید                           | ایرج جنتی عطایی | بابک بیات                      | بابک بیات              | ۱۳۵۳               | از فیلم "مراد برقی و هفت دخترون" |
| قصه رفتن                             | شهین حنانه      | تورج شعبانخانی                 | اریک آرکانت            | ۱۳۵۴               | |
| شب و باد                             | عباس صفاری      | پرویز اتابکی                   |                        | ۱۳۵۳               | نوازنده پیانو: پرویز اتابکی |
| پولک نقره‌ای                          | هدی کُردباغ      | مهنوش گرامی                    | ارکستر سازهای ملی      | ۱۳۵۴               | |
| شراب                                 | لیلی گلزار      | محمدکریم بلادی‌فر               | اریک آرکانت            | ۱۳۵۴               | ترانه‌ای با دو اجرای متفاوت. |
| وسوسه                                | تورج نگهبان     | پرویز اتابکی                   | واروژان                | زمستان ۱۳۵۴        | انتشار: نوروز ۱۳۵۵ |
| اسکله                                | علی کامرانی     | پرویز اتابکی                   | واروژان                | ۱۳۵۵               | از موفق‌ترین ترانه‌های "نلی" و اولین همکاری او با "علی کامرانی".                                                                              |
| پیچک                                 | پرویز وکیلی (؟) | استیانا برلیان                 | عطاالله خرم (؟)        | ۱۳۵۵               | |
| نارنج و ترنج                         | منصور تهرانی    | طوفان هل‌‌عطائی                  | ناصر چشم‌آذر            | ۱۳۵۵               | ترانه‌ای با دو اجرای متفاوت. |
| ترحم                                 | علی کامرانی     | پرویز اتابکی                   | ناصر چشم‌آذر            | ۱۳۵۵ - ۱۳۵۶        | تار: اسماعیل چشم‌آذر |
| آلبوم (عکس)                          | منصور تهرانی    | طوفان هل‌عطایی                  | ناصر چشم‌آذر            | ۱۳۵۵               | انتشار: ۱۳۵۶ |
| یا مصطفی                             | ضیاء آتابای (؟) | محمد فوزی (عربی)               | هادی آرزم              | ۱۳۵۶               | هم‌آوایی "نلی، ضیاء آتابای، مهدی سپهر" |
| آیه امید                             |                 |                                |                        | ۱۳۵۶               | نام این ترانه در کاست‌ها اشتباها "آینه امید" قید شده است.                                                                                    |
| خدا میداند                           | شمس مشرقی       | سلیمان واثقی (سُلی)             | اریک آرکانت            | ۱۳۵۶               | هم‌آوایی "نلی، سُلی و ابی". |
| دو پرنده                             | منصور تهرانی    | طوفان هل‌عطایی                  | اریک آرکانت            | ۱۳۵۶               | |
| پیام                                 | آرش سزاوار      | آرش سزاوار                     | داوود اردلان           | ۱۳۵۶               | ترانه‌ای با دو اجرای متفاوت که اجرای دوم بصورت دوصدایی همراه با "فریدون فرخزاد" صورت گرفت.                                                   |
| روزهای برفی (دوستت دارم)             | منصور تهرانی    | طوفان هل‌عطایی                  | ناصر چشم‌آذر            | ۱۳۵۶               | |
| قدم رنجه                             | منصور تهرانی    | آرش سزاوار                     | مجتبی میرزاده          | ۱۳۵۶               | انتشار: ۱۳۵۸؛ این ترانه پس از انقلاب، توسط "پیام" بازخوانی شد.                                                                              |
| تصویر یک فصل                         | علی کامرانی     | پرویز اتابکی                   | ناصر چشم‌آذر            | زمستان ۱۳۵۶        | هم‌آوایی "نلی و سُلی". |
| ای انسان                             | تورج نگهبان     | ناصر چشم‌آذر                    | ناصر چشم‌آذر            | ۱۳۵۶               | انتشار: نوروز ۱۳۵۷؛ هم آوایی "عارف، بتی، سُلی، نلی، فرامرز پارسی، نسرین".                                                                    |
| سمنو                                 | تورج نگهبان     | ناصر چشم‌آذر                    | ناصر چشم‌آذر            | ۱۳۵۶               | انتشار: نوروز ۱۳۵۷؛ هم‌آوایی "عارف، بتی، سُلی، نلی، فرامرز پارسی، نسرین".                                                                     |
| بهار اومد                            |                 |                                |                        | ۱۳۵۶               | انتشار: نوروز ۱۳۵۷ |
| یک روز تازه                          | علی کامرانی     | پرویز اتابکی                   | ناصر چشم‌آذر            | ۱۳۵۷               | |
| حباب                                 | عباس صفاری      | پرویز اتابکی                   | محمد اوشال             | ۱۳۵۷               | انتشار: تیر ۱۳۵۷ |
| کی بود                               | آرش سزاوار      | بیدو آپایا (هندی) - آرش سزاوار | مجتبی میرزاده          | ۱۳۵۷               | |
| نفرین                                | علی کامرانی     | پرویز اتابکی                   | ناصر چشم‌آذر            | ۱۳۵۷               | آخرین ترانه اجرا شده توسط "نلی" در ایران.                                                                                                   |

## اجراهای زنده
| نام ترانه       | ترانه‌سرا      | آهنگ‌ساز       | رهبر ارکستر        | اجرا                    | توضیحات‌‌‌‌‌‌‌‌‌ |
| --------------- | ------------- | ------------- | ------------------ | ----------------------- | --- |
| والا حقیقت داره | علی گزرسز     | داریوش اقبالی | -                  | اوایل دهه پنجاه خورشیدی | اجرای زنده در رادیو با هم‌آوایی "افشین مقدم"؛ ورژن اصلی این ترانه با صدای "کیوان" و گروه "شش‌وهشت" اجرا شده است. |
| مرا باور کن     | آذر صراف‌پور   | بهمن پیک‌آزادی | آندرانیک آساطوریان | ادیبهشت ۱۳۵۵            | اجرای زنده در جشن ۳۷ سالگی رادیو.                                                                              |
| آهوی فراری      |               | زاون اوهانیان | آندرانیک آساطوریان | اردیبهشت ۱۳۵۵           | اجرای زنده در جشن ۳۷ سالگی رادیو.                                                                              |
| بارون بارونه    | سیروس آرین‌پور | عطاالله خرم   | آندرانیک آساطوریان | اردیبهشت ۱۳۵۵           | هم‌آوایی "ویگن" با همراهی کُر "نلی، ضیاء و افشین مقراضی"؛ اجرای زنده در جشن ۳۷ سالگی رادیو.                      |
| پیام            | آرش سزاوار    | آرش سزاوار    | ناصر چشم‌آذر        | ۱۳۵۶                    | اجرای زنده در برنامه "دنیای خوب ما".                                                                           |
| سرکه و حلوا     | -             | -             | -                  | نوروز ۱۳۵۷              | هم‌آوایی "نلی و پروین ملکوتی"؛ نمایش موزیکال جُنگ.                                                               |
| سیب هفت سین     | -             | -             | -                  | نوروز ۱۳۵۷              | هم‌آوایی "نلی، نسرین، پروین ملکوتی و گیتی ساعتچی"؛ نمایش موزیکال جُنگ.                                           |

## آلبوم‌ها

### عروسک شکسته / نلی ۱ و ۲
- انتشار توسط کاسپین و کلتکس رکوردز

| نام ترانه          | ترانه‌سرا        | آهنگساز        | تنظیم       |
| ------------------ | --------------- | -------------- | ----------- |
| حباب               | عباس صفاری      | پرویز اتابکی   |             |
| اسکله              | علی کامرانی     | پرویز اتابکی   |             |
| وسوسه              | تورج نگهبان     | پرویز اتابکی   |             |
| قصهٔ رفتن           | شهین حنانه      | تورج شعبانخانی | اریک        |
| عروسک شکسته        | ایرج جنتی عطایی | پرویز اتابکی   | واروژان     |
| ترحم               | علی کامرانی     | پرویز اتابکی   | ناصر چشم‌آذر |
| قلب دو رنگ         | آرش سزاوار      | رضا جهان‌شمس    | رضا جهان‌شمس |
| قصهٔ دریاچه و مهتاب | ایرج جنتی عطایی | حسین اصلانی    | حسین اصلانی |